# Pardaliparus amabilis
Pardaliparus amabilis là một loài chim trong họ Paridae.